# 虎紋兔脂鯉
虎紋兔脂鯉，為輻鰭魚綱脂鯉目脂鯉亞目上口脂鯉科的其中一個種，分布於南美洲托坎廷斯河流域，體長可達12.9公分，棲息在植被生長茂密的水域，生活習性不明。